# ماركو بريتو
ماركو بريتو (4 أغسطس 1977 في ريو دي جانيرو في البرازيل – )؛ هو لاعب كرة قدم سابق كان يلعب كمهاجم.

## وصلات خارجية
- ماركو بريتو على موقع رابطة كرة القدم اليابانية للمحترفين (اليابانية)
- ماركو بريتو على موقع قاعدة بيانات كرة القدم.إي يو (الإنجليزية)
- ماركو بريتو على موقع Soccerway.com (الإنجليزية)
- ماركو بريتو على موقع عالم كرة القدم.نت (الإنجليزية)